# Harnaaz Sandhu
Harnaaz Kaur Sandhu (Chandigar, 3 de março de 2000) é uma modelo e rainha da beleza indiana, vencedora do concurso Miss Universo 2021, realizado em Eilat, Israel. 
Ela é a terceira de seu país a vencer o concurso, depois de  Sushmita Sen, em 1994, e Lara Dutta, em 2000.

## Biografia
Sandhu nasceu em uma família sikh e foi criada em Chandigar, onde frequentou a escola e a Universidade Pública Shivalik. Ela é pós-graduada na Govt College for Girls (PGGCG).
Segundo seu perfil no website do Miss Universo, "Harnaaz se inspira em sua mãe, que quebrou gerações do patriarcado para se tornar uma ginecologista de sucesso", é "hoje é uma forte defensora do empoderamento das mulheres" e "é uma atriz com dois Punjabi LMS [Yaaran Diyan Paun Baraan e Bai Ji Kuttange] com lançamento previsto para 2022". Como hobbies, ela gosta da companhia de amigos e adora ioga, dançar, cozinhar, andar a cavalo e jogar xadrez. Ela também imita "quase qualquer ser, incluindo animais".
É fluente em punjabi, hindi e inglês.

## Participação em concursos de beleza

### Miss Índia

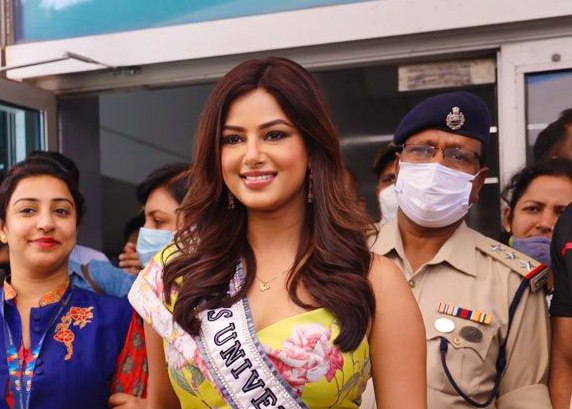
Miss Universo 2021, Harnaaz Sandhu, fotografada no Aeroporto Internacional Indira Gandhi em Deli.

Segundo seu perfil oficial no portal do Miss Índia, ela foi Chandigarh Times Fresh Face 2017 (Miss Chandigarh), Miss Max Emerging Star India em 2018 e depois Femina Miss India Punjab em 2019.
Em 16 de agosto de 2021, Sandhu foi indicada como uma das 50 semifinalistas de Miss Diva 2021. Dias depois, no dia 23 de agosto, foi confirmada como uma das 20 finalistas e, na final do evento, acabou sendo coroada como Miss Diva Universo 2021 pela titular anterior, Adline Castelino. Tempos depois de ser eleita, ela declarou que não era apenas o seus sonho ser Miss Diva, mas de toda sua família.
Ao vencer o Miss Diva 2021, Sandhu recebeu o direito de representar a Índia no Miss Universo 2021. 

### Miss Universo
Um das favoritas a levar a coroa, na noite de 12 de dezembro - manhã do dia 13 em Israel, sede do concurso -  Sandhu derrotou outras 79 concorrentes e ficou com o título de Miss Universo 2021, deixando outra favorita, a Miss Paraguai, em segundo lugar. Ao ser chamada para o Top 16, Harnaaz acabou chamando atenção ao mostrar um de seus talentos: imitou um gatinho - e virou meme nas redes sociais.
No seu discurso final, já no Top 3, ela disse que a grande dificuldade que a juventude estava enfrentando era acreditar em si mesma e que ela estava ali por acreditar nela mesma. "Vocês são os líderes de suas vidas, vocês são sua própria voz", enfatizou. (assista aqui).